# Lebanon, Maine
Lebanon är en kommun i York County i delstaten Maine, USA.